# 玛丽·福勒
玛丽·博约·福勒（英語：Mary Boio Fowler；2003年2月14日—），澳大利亚女子职业足球运动员，目前效力于曼城女子足球俱乐部和澳大利亚国家女子足球队。她曾代表澳大利亚参加2020年和2024年夏季奥林匹克运动会女子足球比赛等多场国际赛事。